# 八代女王
八代女王（生卒年不詳），又稱矢代女王，日本飛鳥時代皇族，聖武天皇的妃嬪，實際的妃嬪位號不明。
關於她生平的資料很少，一般認為她是三世至五世皇族的後裔。據《續日本紀》記載，她在天平九年（737年）二月十四日（日本舊曆）由無官位突然敘位正五位上，反映她當時正受聖武天皇的寵愛。可是，聖武天皇崩御後的天平寶字二年（758年）十二月八日（日本舊曆），她卻由從四位下被廢。《續日本紀》記載被廢原因是她受聖武天皇寵愛卻不忠於天皇（「被幸先帝而改志」）。史籍上除了提及她後來改嫁外再沒有其他記述。
《萬葉集》卷第四存有一首由八代女王所作，獻給聖武天皇的詩歌。